# Spanje op het Eurovisiesongfestival 2011

Spanje nam deel aan het Eurovisiesongfestival 2011 in Düsseldorf, Duitsland. Het was de 51ste deelname van het land op het Eurovisiesongfestival. TVE was verantwoordelijk voor de Spaanse bijdrage voor de editie van 2011.

## Selectieprocedure
Op 30 september 2010 bevestigde de Spaanse nationale omroep zijn deelname aan het Eurovisiesongfestival 2011. De omroep kondigde aan dat alle controversiële of respectloze nummers geweerd zouden worden voor de nationale finale. Ook was het verboden voor artiesten om zich te laten sponsoren door lokale ondernemingen. Op 2 oktober 2010 waarschuwde het Spaanse parlement Televisión Española dat er betere resultaten moesten worden geboekt op het Eurovisiesongfestival. Indien dit niet het geval is, is het nutteloos om € 285.000 aan belastinggeld te verspillen aan de liedjeswedstrijd, aldus het parlement.
Op 5 november 2010 gaf TVE meer uitleg over de regels. Van 15 november tot 12 december konden geïnteresseerden nummers opsturen naar de openbare omroep. Een vakjury bepaalde wie mocht deelnemen aan de tv-shows. Ook componisten konden (via het internet) nummers opsturen. De omroep behield zichzelf ook het recht om artiesten wildcards te verschaffen indien ze dit nodig achtte.
Op 13 december 2010 maakte TVE bekend dat 477 artiesten zich hadden aangemeld voor de preselecties. De Spaanse voorronde verliep over twee fasen. Eerst werd op zoek gegaan naar de ideale artiest. Vervolgens werd voor hem/haar een geschikt nummer gezocht. Naast de kandidatuur van 477 artiesten ontving de Spaanse openbare omroep ook 1142 liedjes. Uiteindelijk won Lucía Pérez de finale met het nummer Que me quiten lo bailao, waardoor zij Spanje mocht vertegenwoordigen op het zesenvijftigste Eurovisiesongfestival in Düsseldorf.

## Destino Eurovisión 2011

### Eerste voorronde
28 januari 2011
| Volgorde | Artiest       |
| -------- | ------------- |
| 1        | David Sancho  |
| 2        | Roima Durán   |
| 3        | Da Igual      |
| 4        | Lucía Pérez   |
| 5        | Auryn         |
| 6        | Las Miranda   |
| 7        | Sunami        |
| 8        | Gio           |
| 9        | Guadiana      |
| 10       | María López   |
| 11       | Baltanás      |
| 12       | Paula Marengo |

### Tweede voorronde
4 februari 2011
| Volgorde | Artiest           |
| -------- | ----------------- |
| 1        | Pau Quero         |
| 2        | Lorena Rosales    |
| 3        | Don Johnson's     |
| 4        | Sergi Albert      |
| 5        | Mónica Guech      |
| 6        | Alazán            |
| 7        | Sebas             |
| 8        | Melissa           |
| 9        | Sometimes         |
| 10       | Valeria Antonella |
| 11       | We                |
| 12       | Esmeralda Grao    |

### Halve finale
11 februari 2011
| Volgorde | Artiest        |
| -------- | -------------- |
| 1        | Da Igual       |
| 2        | Esmeralda Grao |
| 3        | Sebas          |
| 4        | Lucía Pérez    |
| 5        | Auryn          |
| 6        | Melissa        |
| 7        | Gio            |
| 8        | Mónica Guech   |
| 9        | Don Johnson's  |
| 10       | David Sancho   |

### Finale
18 februari 2011
| Plaats | Artiest     | Lied                        | Punten |
| ------ | ----------- | --------------------------- | ------ |
| 1      | Auryn       | Volver                      | 15     |
| 2      | Melissa     | Eos                         | 14     |
| 3      | Lucía Pérez | Que me quiten lo bailao     | 12     |
| 4      | Lucía Pérez | Abrázame                    | 12     |
| 5      | Melissa     | Sueños rotos                | 11     |
| 6      | Auryn       | Evangeline                  | 9      |
| 7      | Auryn       | El sol brillará             | 6      |
| 8      | Lucía Pérez | C'est la vie! It's alright! | 6      |
| 9      | Melissa     | Diamonds                    | 5      |

Superfinale
| Plaats | Artiest     | Lied                    | Punten |
| ------ | ----------- | ----------------------- | ------ |
| 1      | Lucía Pérez | Que me quiten lo bailao | 68 %   |
| 2      | Auryn       | Volver                  | 20 %   |
| 3      | Melissa     | Eos                     | 12 %   |

## In Düsseldorf
In Düsseldorf mocht Spanje meteen aantreden in de finale, het moest niet deelnemen aan een van de halve finales. Reden hiervoor was dat het land lid is van de Grote Vijf: de vijf grootste nettobetalers van de EBU. In die finale was Spanje als 22ste van 25 landen aan de beurt, net na IJsland en voor Oekraïne. Aan het einde van de puntentelling stond Lucía Pérez op een teleurstellende 23ste plaats, met 50 punten. Buurlanden Frankrijk en Portugal hadden wel twaalf punten veil voor Spanje.